# Svijet oko nas
Svijet oko nas: enciklopedija za djecu i omladinu, opća je enciklopedija u dva sveska na hrvatskome jeziku. Bila je najpopularnija enciklopedija takve vrste u SFR Jugoslaviji. U izdanju zagrebačke Školske knjige doživjela je do 1990. dvanaest izdanja. Prvi svezak prvi put je objavljen 1960., a drugi svezak 1962. 

## Vanjske poveznice
- Benić, Kristian: "3 x 2 – priča o tri enciklopedije u dva sveska uz koje smo (od)rasli"  Arhivirana inačica izvorne stranice od 4. veljače 2020. (Wayback Machine), 30. listopada 2013. Pristupljeno 4. veljače 2020.